# Langdarma
Langdarma (Tibetano: གླང་དར་མ།; Wylie: glang dar ma's; THL: Lang Darma, "Bove Adulto" o "Bove del Dharma ", nome autentico U Dumtsen, Wylie: u dum btsan; fl. IX secolo) è stato un imperatore tibetano sul trono probabilmente dall'838 all'841 EC.
Con lui è finita la dinastia Yarlung. Fonti antiche lo chiamano Tri Darma, "Re Dharma". Il suo impero si è esteso oltre il Tibet fino a comprendere Dunhuang e altre vicine regioni cinesi.
Egli è tradizionalmente ritenuto un persecutore dei buddisti e un seguace dei Bön, ed è anche accusato di aver assassinato il fratello, re Racalpan, nel'838 EC. Sempre secondo le cronache tradizionali è ritenuto essere rimasto un seguace del buddismo nei primi due anni del suo regno, per poi diventare un seguace dei Bön sotto l'influenza di We Gyaltore Taknye, (Wylie: dbas rgyal to re).
La sua caratterizzazione anti-buddista è stata però contestata da diversi storici, tra cui soprattutto Zuiho Yamaguchi.
Il regno di Langdarma fu afflitto da problemi di origine esterna allorché a nord, nell'840, il Khaganato uiguro crollò a causa di una rivolta dei Kirghisi dello Yenisei, e molti profughi si rifugiarono in Tibet. Secondo una fonte avrebbe regnato soltanto un anno e mezzo, mentre altre gliene accordano sei o tredici. Secondo le cronache tradizionali, sarebbe stato assassinato nell'842 or 846 da un eremita o monaco buddista di nome Lhalung Pelgyi Dorje. Alla sua morte seguirono una guerra civile e la dissoluzione dell'impero tibetano, portando all'Era della Frammentazione (IX e X secolo).
Pare che Langdarma abbia avuto due figli: Tride Yumten, dalla prima moglie, e Namde Ösung dalla seconda, e pare anche che i due fossero in conflitto per la conquista del potere, il primo governando il regno centrale di Ü, e l'altro esercitando il suo sull'"ala sinistra", probabilmente i territori orientali.
Uno dei nipoti di Langdarma, Kyidé Nyima Gön (Wylie: skyid lde nyi ma gon), alla fine del X secolo conquistò quella che oggi è la Prefettura di Ngari, pur con un esercito inizialmente composto di soli 300 uomini. Kyidé Nyima Gön fondò diverse città e castelli, e pare sia stato lui a ordinare l'erezione delle più importanti sculture di Shey (Ladakh). "In un'iscrizione egli afferma di averlo fatto per il bene religioso degli Tsangpo (titolo dinastico del padre e degli antenati) e di tutto il popolo degli Ngari (Tibet occidentale). Il che dimostra come già nella sua generazione l'antibuddismo di Langdarma fosse scomparso." Shey, a soli 15 km. dalla moderna Leh, è stata l'antica capitale dei re del Ladakh.